# Liste der Naturdenkmale in Friesenhagen
Die Liste der Naturdenkmale in Friesenhagen nennt die im Gemeindegebiet von Friesenhagen ausgewiesenen Naturdenkmale (Stand 15. Februar 2024).

## Naturdenkmale
| Nr.             | Bezeichnung                              | Lage                                                      | Beschreibung                                                                                       | Bild                                    |
| --------------- | ---------------------------------------- | --------------------------------------------------------- | -------------------------------------------------------------------------------------------------- | --------------------------------------- |
| ND-7132-380-001 | Alte Linde im Schlosspark Crottorf       | Krottorf, Flur Schlossgarten Lage                         | Tilia sp.                                                                                          | Direkt Bild zu diesem Denkmal hochladen |
| ND-7132-389     | Linde bei der Anna-Kapelle am Blumenberg | Friesenhagen, nördlich des Ortes; Flur Am Blumenberg Lage | Tilia sp., um 1600 gekeimt; 2021 durch Sturm zerstört                                              | Fotos hochladen                         |
| ND-7132-431     | Alte Eiche bei Möhren                    | Möhren, östlich des Ortes; Flur Die Hofwiese Lage         | Quercus sp.                                                                                        | Fotos hochladen                         |
| ND-7132-437     | Baumgruppe bei Oberweidenbruch           | Oberweidenbruch Lage                                      | Quercus sp., um 1700 gekeimt, Umfang ca. 3,5 m; Fagus sylvatica, um 1650 gekeimt, Umfang ca. 4,0 m | Direkt Bild zu diesem Denkmal hochladen |